# 바루니
바루니(산스크리트어: वारुणी)는 힌두 신 바루나와 연관된 여러 여신들의 이름으로, 그의 아내(바루나니라고도 알려져 있음), 그의 딸(과실주의 여신), 그리고 그의 샤크티(아마트리카 또는 어머니 여신)의 의인화이다. 때때로, 이 여신들은 하나의 신으로 식별된다. 이러한 맥락에서 그녀는 사무드라 만타나(바다의 휘젓기) 동안 등장하여 바루나를 배우자로 선택한 과실주의 여신이다. 바루니라는 용어는 술을 의미하기도 한다.

## 바루나의 아내
첫 번째 바루나는 바루나니 및 잘라데비로도 알려져 있다. 그녀는 바루나의 두 주요 배우자 중 한 명이며 다른 한 명은 가우리 여신이다. 일부 텍스트에서 가우리는 바루나니의 또 다른 이름이다. 그녀는 일반적으로 남편과 함께 묘사된다.

## 바루나의 딸
바루니라는 이름을 가진 두 번째 여신은 바루나의 딸이다. 그녀는 과실주의 여신으로 여겨진다. 푸라나에 따르면 데바와 아수라가 바다를 휘젓고 있을 때 바루니가 바다에서 나와 손에 술병을 들고 있었다.
바가바타 푸라나에 따르면 바루니는 아수라에게 취해졌지만 라마야나에서는 바루니가 데바와 함께 살기로 선택했다고 설명한다.

## 마트리카
세 번째 여신은 마츠야 푸라나에서 발견되는 마트리카이다. 그녀는 첫 번째 바루니의 표현이자 바루나의 신성한 에너지이다. 이야기에 따르면 그녀는 악마 안다카의 피를 마시기 위해 만들어졌다. 그녀는 또한 64요기니 (들) 중 하나이다.